# Ritual (Ritual-Album)
Ritual ist das Debütalbum der schwedischen Progressive-Rock-Band Ritual. Es erschien im Jahr 1995 bei Musea.

## Entstehung und Veröffentlichung
In den ersten Jahren seit der Gründung waren Ritual wenig aktiv, da der Sänger und Gitarrist Patrik Lundström als Musicaldarsteller sehr gefragt war. Im Jahr 1995 unterzeichnete die Band einen Vertrag mit Musea und nahm ihr Debütalbum auf. Als Gastmusiker waren Lotta Hasselquist (Violine), Mats Karlsson (Akkordeon) und Birgitta Ulfsson (Erzählerin) beteiligt. Im Herbst 2003 wurde Ritual von Hans Fredriksson remastert und 2004 über InsideOut Music wiederveröffentlicht.

## Titelliste und Stil
1. Wingspread – 5:48
2. The Way of Things – 3:35
3. Typhoons Decide – 5:19
4. A Little More Like Me – 5:17
5. Solitary Man – 8:11
6. Life Has Just Begun – 3:34
7. Dependency Day – 4:45
8. Seasong for the Moominpappa – 7:35
9. You Can Never Tell – 4:49
10. Big Black Secret – 6:56
11. Power Place – 4:57

Ritual spielen auf dem Debütalbum eine eingängige und originelle Mischung aus Progressive Rock, Folk Rock und Hard Rock. Es finden sich Anklänge an Gentle Giant, Yes, Genesis und Queen.

## Rezeption
Das Album wurde von der Presse sehr positiv aufgenommen.

„Folkloristische Einlagen und Instrumentierung treffen auf hypnotisch-archaische, ‘urige’ Rhythmen und ohrwurmige Melodien. Die Kompositionen glänzen durch Vielfalt und Ideenreichtum, bleiben allesamt sofort hängen, ohne banal zu sein und packen mich jedesmal von neuem. Ritual beherrschen die härtere Gangart ebenso wie ruhige Momente. […] [J]edes Stück ist eine Entdeckungsreise.“

Das eclipsed-Magazin nahm Ritual in seine Liste der 150 wichtigsten Prog-Alben auf.